# Кетрін Ізабель
Кетрін Ізабель Мюррей (англ. Katherine Isobel Murray, нар. 2 листопада 1981), більш відома під своїм ніком Кетрін Ізабель (англ. Katharine Isabelle) — канадська актриса, відома роллю Джинджер у трилогії «Перевертень», Гібб — «Фредді проти Джейсона» — і Мері Мейсон в «Американська Мері».

## Біографія
Кетрін (дочка Грема Мюррей, яка створювала спецефекти для Секретних матеріалів) почала свою кар'єру в 1988 році, з фільмів Кузени і Холодний фронт. У 2002 році знялася як актор допоміжного складу в рімейку фільму Керрі (у ролі Тіни Блейк), потім виконала другорядну роль у фільмі Безсоння. У 2003 році вона зіграла роль Гібб у фільмі Фредді проти Джейсона. Найбільшу популярність Кетрін приніс фільм Перевертень.

## Фільмографія
| Рік  | Назва                                  | Роль                            | Примітки               |
| ---- | -------------------------------------- | ------------------------------- | ---------------------- |
| 1989 | Кузени                                 | Хлоі Харді                      |                        |
| 1989 | Холодний фронт                         | Кейті Маккензі                  |                        |
| 1989 | Остання зима                           | Вінні Джемісон                  |                        |
| 1989 | Найближчі родичі                       | Дівчина на дні народження Керрі |                        |
| 1992 | Ходи конем                             | Еріка Сандересен                |                        |
| 1996 | Лось солоної води                      | Жозефіна «Джо» Парнелл          |                        |
| 1998 | Непристойна поведінка                  | Ліндсей Кларк                   |                        |
| 2000 | Сніжний день                           | Марія                           |                        |
| 2000 | Перевертень                            | Джингер                         |                        |
| 2001 | Постріл в обличчя                      | Ерін                            |                        |
| 2001 | Джозі і кішечки                        | Дівчина, яка сміється           |                        |
| 2001 | Кістки                                 | Тіа                             |                        |
| 2001 | Увімкнення Пейдж                       | Пейдж Флемінг                   |                        |
| 2002 | Безсоння                               | Таня Франке                     |                        |
| 2003 | Фредді проти Джейсона                  | Гібб                            |                        |
| 2003 | Падіння ангелів                        | Лоу Філд                        |                        |
| 2003 | У кутку                                | Стейсі Лі                       |                        |
| 2004 | Останнє казино                         | Еліза                           |                        |
| 2004 | Сестра переверетня                     | Джингер Фіцджеральд             |                        |
| 2004 | Страшний будинок                       | Мона                            |                        |
| 2004 | Народження перевертня                  | Джингер Фіцджеральд             |                        |
| 2004 | Покажи мені                            | Дженна                          |                        |
| 2006 | Все стає зеденим                       | Хезер                           |                        |
| 2008 | Ще одна історія про Попелюшку          | Брі Блатт                       |                        |
| 2009 | Список обраних людей                   | Деніз Мойнахен                  | Короткометражний фільм |
| 2009 | Шаленство                              | Beauty Staff #2                 |                        |
| 2010 | Френкі й Еліс                          | Пейдж                           |                        |
| 2012 | Американська Мері                      | Мері Мейсон                     |                        |
| 2013 | Еері 13                                | Меган                           |                        |
| 2015 | Як влаштувати оргію в маленькому місті | Еліс Соломон                    |                        |
| 2018 | Погані часи у «Ель Роялі»              | Тітонька Рут                    |                        |